# 采赖德
采赖德，是匈牙利诺格拉德州所辖的一个村。总面积38.58平方公里，总人口1126，人口密度29.2人/平方公里（2011年1月1日）。